# Elektroniker für Betriebstechnik
Der Elektroniker für Betriebstechnik ist in Deutschland ein anerkannter Ausbildungsberuf.
Die Ausbildungsdauer beträgt ohne Verkürzung 3½ Jahre. Eine zweijährige Berufsausbildung ist in Form des Industrieelektrikers der Fachrichtung Betriebstechnik möglich. Diese Ausbildung kann anschließend zum Elektroniker für Betriebstechnik fortgeführt werden, allerdings nicht zwingend im selben Betrieb.

## Berufsbild
Elektroniker für Betriebstechnik sorgen dafür, dass elektrische Anlagen fachgerecht installiert und gewartet werden. Außerdem organisieren sie die Montage von Anlagen und überwachen die Arbeit von Dienstleistern und anderen Gewerken. Elektroniker für Betriebstechnik können überall dort ihrem Beruf nachgehen, wo Fabrikations- und Betriebsanlagen eingesetzt, gebaut und instand gehalten werden. Das können Kraftwerke, Umspannwerke oder Chemiewerke sein. Sie arbeiten in Werkhallen und im Kundenservice an wechselnden Einsatzorten, zum Teil auch im Freien.

## Ausbildungsinhalte
- Anfertigen von mechanischen Teilen und Verbindungen
- Instandhaltung von Anlagen der Energietechnik
- Messen von Gleich- und Wechselgrößen
- Montieren, Verdrahten und Installieren von Anlagen der Energietechnik
- Prüfen und Einstellen von Baugruppen und Geräten
- Verlegen und Anschließen von Leitungen und Kabeln
- Vorbereiten und Abschließen von Montagearbeiten

## Berufliche Perspektiven
- Elektroingenieur
- Techniker
- Industriemeister
- Meister
- Elektroniker für Automatisierungstechnik

## Ausbildungsvergütung
Für Ausbildungsverträge, die nach dem 31. Dezember 2019 geschlossen werden, gelten nach dem BBIG §17 Mindestvergütungen, die nicht unterschritten werden dürfen, außer die Ausbildungsvergütung ist tarifvertraglich geregelt. Nicht tarifgebundene Ausbildungsbetriebe können von den für ihre Branche und Region geltenden Tarifverträgen um maximal 20 Prozent nach unten abweichen, aber höchstens bis zu der Grenze, die die Mindestausbildungsvergütung vorgibt. Die Ausbildungsvergütung steigt mindestens jährlich an, und betrug im Jahr 2020 in Deutschland durchschnittlich pro Monat:
- Erstes Ausbildungsjahr: 942 €
- Zweites Ausbildungsjahr: 1027 €
- Drittes Ausbildungsjahr: 1115 €
- Viertes Ausbildungsjahr: 1206 €

Auch bei den Ausbildungsvergütung bestehen weiterhin Unterschiede zwischen West- und Ost-Deutschland. So ist der Gesamtdurchschnitt für Westdeutschland 1060 € und in Ostdeutschland 1003 €.